# 弗氏副麗魚
弗氏副麗魚為輻鰭魚綱鱸形目隆頭魚亞目慈鯛科的其中一種，分布於中美洲墨西哥、貝里斯、瓜地馬拉、宏都拉斯的淡水、半鹹水流域，體長可達30公分，棲息在河川、湖泊中底層水域，以魚類為食，生活習性不明，可作為觀賞魚及遊釣魚。

## 擴展閱讀
維基物種上的相關：弗氏副麗魚